# Dimitri Droisneau
Dimitri Droisneau, né le 11 janvier 1980 à Évreux, est un chef cuisinier français. Il est le chef de son restaurant La Villa Madie, situé à Cassis. Il reçoit sa troisième étoile au Michelin en mars 2022.[réf. souhaitée].

## Biographie
Dimitri Droisneau grandit à L’Aigle dans l'Orne. Il effectue son apprentissage au Grand St-Michel de Michel Canet à Alençon. Il fait ses débuts à la Tour d’Argent à Paris puis à la Maison Lucas Carton d’Alain Senderens, au Bristol aux côtés d’Eric Fréchon, à L’Ambroisie avec Bernard Pacaud avant de prendre les commandes de La Réserve de Beaulieu, un hôtel de la Côte d’Azur.
Il y rencontre Marielle, sa future épouse avec qui il reprend la Villa Madie. En 2014 il obtient deux  étoiles au Michelin avant d'obtenir la consécration en mars 2022 en décrochant la troisième.
Le 21 septembre 2022, il est élu chef cuisinier de l’année par ses pairs.